# Région Occidentale (Ghana)
La région Occidentale est l'une des dix régions du Ghana.

## Géographie
La région Occidentale se trouve au sud-ouest du pays. Bordée par l'océan Atlantique au sud, elle jouxte les régions du Centre à l'est, d'Ashanti au nord-est, et de Brong Ahafo au nord. Elle a également une frontière avec la Côte d'Ivoire, à l'ouest,,.
La région Occidentale est divisée en 17 districts :
- Ahanta ouest
- Aowin/Suaman
- Bia
- Bibiani/Anhwiaso/Bekwai
- Ellembele
- Jomoro
- Juabeso
- Mpohor/Wassa est
- Nzema est
- Prestea-Huni Valley créé le 1er janvier 2011
- Sefwi Akontombra
- Sefwi-Wiawso
- District métropolitain de Sekondi Takoradi
- Shama
- Tarkwa Nsuaem
- Wasa Amenfi est
- Wasa Amenfi ouest